# Elisabeth Käsemann
Elisabeth Käsemann (11. května 1947 Gelsenkirchen – 24. května 1977 Monte Grande) je jednou z nejznámějších německých obětí argentinské vojenské diktatury. Jejím otcem byl německý evangelický teolog Ernst Käsemann.
Studovala politologii a sociologii na Svobodné univerzitě v Berlíně a byla členkou organizace Sozialistischer Deutscher Studentenbund. V roce 1968 odjela do latinské Ameriky a věnovala se sociální práci. Od roku 1970 žila v Buenos Aires, kde pracovala jako překladatelka a studovala ekonomii na Univerzitě v Buenos Aires. Angažovala se v levicových organizacích, které byly zlikvidovány poté, co v březnu 1976 převzala moc v zemi armáda. Käsemannová byla zatčena v noci z 8. na 9. března 1977 a podrobena mučení ve věznici El Vesubio na předměstí Buenos Aires. Ráno 24. května téhož roku byla s patnácti dalšími politickými vězni popravena. Podle oficiálního prohlášení oběti padly v přestřelce s policií, ale pozdější vyšetřování odhalilo, že byly střeleny zblízka do zátylku.
Po zaplacení 26 000 dolarů bylo tělo Käsemannové vydáno rodině a pohřbeno v rodné zemi. Západoněmecké úřady byly kritizovány, že nepodnikly dostatečně razantní kroky pro záchranu své občanky. V letech 2009–2011 se konal velký proces s příslušníky argentinské vojenské junty, v němž byl případ Käsemannové jedním z bodů obžaloby.
Po Elizabeth Käsemannové byla v roce 2012 pojmenována ulice v Tübingenu.